# Iraj Ghaderi
Iraj Ghaderi (17 de abril de 1934 - 6 de maio de 2012) foi um ator e diretor de cinema iraniano. Ghaderi nasceu em Teerã. Ele morreu em 6 de maio de 2012, aos 77 anos.

## Biografia
Iraj Ghaderi estudou farmacologia, mas não concluiu o curso. Sua carreira artística começou em 1956, com sua atuação no filme "Intersection Accidents", de Samuel Khachikian. Mais de quarenta compromissos se seguiram até a Revolução Islâmica. Ele fundou a produtora de cinema "Panorama" com Moosa Afshar em 1963. Ele, que é frequentemente reconhecido como um dos cineastas do cinema pré-revolução, continuou suas atividades no cinema com o filme "Taraj" em 1985, após o revolução Ele dirigiu mais de setenta filmes.
Embora seus filmes não tenham sido aclamados pela crítica, muitas vezes conseguiram atrair grandes audiências para os cinemas.